# Just For You (Gwen Guthrie-dal)
A Just For You című dal az amerikai Gwen Guthrie 1985-ben megjelent kislemeze a szintén azonos címet viselő Just For You című albumról.
A kislemez B oldalán a következő kimásolt kislemez a Padlock kapott helyet, ugyanúgy, mint a Love In Moderation című dal kislemezének B oldalán is ugyanez a dal szerepel. A dal az R&B/Hip-Hop slágerlistán az 53. helyéig jutott.[forrás?]

## Megjelenések
7"  Island Records – 7-99660
- A	Just For You 4:16 Mixed By – Harvey Goldberg, Producer – Eumir Deodato, Written By – K. Barnes/J. Barnes
- B	Padlock 4:50 Producer – Robbie Shakespeare, Sly Dunbar, Written By – T. Smith

## Slágerlista
| 1985 | Just For You | - | 53 | - |